# Reglement van Orde van de Eerste Kamer
Het Reglement van Orde van de Eerste Kamer der Staten-Generaal bevat regels over de gang van zaken en organisatie in de senaat van Nederland, de Eerste Kamer der Staten-Generaal. Onderwerpen die er onder andere in geregeld worden, zijn: wie mag wanneer spreken, hoe komt een besluit tot stand, wat zijn de taken van commissies, welke bevoegdheden heeft de voorzitter en op welke wijze kunnen Kamerleden vragen stellen. 
Het huidige reglement werd op 6 juni 1995 vastgesteld en voor het laatst gewijzigd op 31 mei 2011.
Het reglement kent de volgende onderdelen:
- Inleidende bepaling
- Toelating en ontslag van de leden
- Inrichting van de kamer
- Vaste en bijzondere commissies
- Commissieverslag
- Algemene bepalingen betreffende de vergaderingen
- Voeren van het woord
- Stemmingen over zaken en personen
- Officieel verslag
- Recht van enquête, van interpellatie en het stellen van vragen
- Verzoekschriften
- Behandeling van verdragen
- Behartiging van aangelegenheden van het Koninkrijk
- Wijzigingen in het reglement
- Slotbepalingen